# ISO 3166-2:CG
ISO 3166-2:CG – kody ISO 3166-2 dla Konga.
Kody ISO 3166-2 to część standardu ISO 3166 publikowanego przez Międzynarodową Organizację Normalizacyjną. Kody te są przypisywane głównym jednostkom podziału administracyjnego, takim jak np. województwa czy stany, każdego kraju posiadającego kod w standardzie ISO 3166-1.
Aktualnie (2017) dla Konga zdefiniowano kody dla  12 departamentów.
Pierwsza część oznaczenia to kod Konga zgodnie z ISO 3166-1, natomiast druga część oznaczenia znajdująca się po myślniku to jednocyfrowy lub dwucyfrowy kod jednostki administracyjnej dla departamentów oraz trzyliterowy dla departamentu stołecznego.

## Kody ISO
| Kod ISO | Nazwa jednostki administracyjnej | Rodzaj jednostki administracyjnej |
| ------- | -------------------------------- | --------------------------------- |
| CG-BZV  | Brazzaville                      | departament stołeczny             |
| CG-2    | Lékoumou                         | departament                       |
| CG-5    | Kouilou                          | departament                       |
| CG-7    | Likouala                         | departament                       |
| CG-8    | Cuvette                          | departament                       |
| CG-9    | Niari                            | departament                       |
| CG-11   | Bouenza                          | departament                       |
| CG-12   | Pool                             | departament                       |
| CG-13   | Sangha                           | departament                       |
| CG-14   | Plateaux                         | departament                       |
| CG-15   | Cuvette-Ouest                    | departament                       |
| CG-16   | Pointe-Noire                     | departament                       |